# GRB 060218

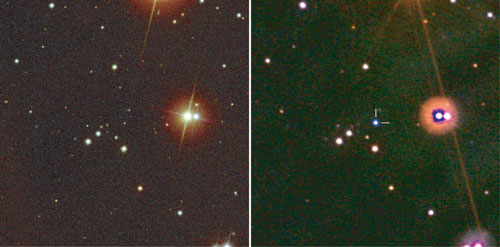
A GRB 060218 helye az SDSS korábbi felvételén (balra) és a gammavillanás a Swift űrtávcső felvételén (jobbra)

A GRB 060218 (SN 2006aj)  szokatlan gammakitörés az Aries (Kos) csillagképben, amelyet a Swift műhold észlelt 2006. február 18-án. Időtartama 2000 másodperc volt és egy 440 millió fényév távolságra lévő galaxisból (SDSS J032139.68+165201.7) származott. Az eddig megfigyelt gammakitörések közül ez volt a leghosszabb idejű és a legközelebbi. Kis távolsága ellenére az átlagosnál halványabb volt. Egy optikai utófénylést is megfigyeltek. Néhány kutató szerint a jelenséget egy szupernóva (SN 2006aj) okozta.
Négy független kutatócsoport vizsgálta a jelenséget, az eredményeket 2006. augusztus 31-én tették közzé a Nature magazinban. Bizonyítékokat találtak, hogy a szupernóvák és a gammakitörések összekapcsolhatók, mivel a GRB 060218 mindkét folyamat jeleit hordozta. A robbanó csillag egy bizonyos tömeggel (kb. 20 naptömeg) rendelkezhet, ami alapján a robbanás után fekete lyuk vagy neutroncsillag marad.